# Santa Helena de Goiás
Santa Helena de Goiás est une municipalité brésilienne de l'État de Goiás et la microrégion du Sud-Ouest de Goiás.